# Consonne affriquée palato-alvéolaire sourde
La consonne affriquée palato-alvéolaire sourde est un son consonantique très fréquent dans de nombreuses langues parlées. Son symbole dans l'alphabet phonétique international est [t͡ʃ] (anciennement [ʧ], ligature représentant un [t] et un [ ʃ ] liés en un seul caractère).
Selon les langues, sa phonation sourde, initialement occlusive, peut être relâchée de façon simplement égressive [t͡ʃ], aspirée [t͡ʃʰ], éjective [t͡ʃʼ], etc.

## Caractéristiques
Voici les caractéristiques de la consonne affriquée palato-alvéolaire sourde :
- Son mode d'articulation est affriqué, ce qui signifie qu’elle est produite en empêchant d'abord l'air de passer, puis le relâchant à travers une voie étroite, causant de la turbulence.
- Son point d'articulation est palato-alvéolaire, ce qui signifie qu'elle est articulée au niveau de la jonction entre les alvéoles de la mâchoire supérieure et le palais dur, avec une langue convexe et renflée en forme de dôme.
- Sa phonation est sourde, ce qui signifie qu'elle est produite sans la vibration des cordes vocales aussi bien lors de l'occlusion initiale que lors du relâchement final.
- C'est une consonne orale, ce qui signifie que l'air ne s’échappe que par la bouche.
- C'est une consonne centrale, ce qui signifie qu’elle est produite en laissant l'air passer au-dessus du milieu de la langue, plutôt que par les côtés.
- Son mécanisme de courant d'air est égressif pulmonaire, ce qui signifie qu'elle est articulée en poussant l'air par les poumons et à travers le chenal vocatoire, plutôt que par la glotte ou la bouche.

## Symboles de l'API
Son symbole complet dans l'alphabet phonétique international est t͡ʃ, représentant un t minuscule dans l'alphabet latin, suivi d'un ʃ (« ech ») minuscule, reliés par un tirant. Le tirant est souvent omis quand cela ne crée pas d'ambiguïté.
Une alternative non officielle est de mettre l’ech en exposant, pour indiquer le relâchement fricatif de l'affriquée,. Enfin, l'API comportait anciennement une ligature spéciale pour cette affriquée, mais elle n'est plus officielle ; elle reste cependant disponible comme caractère Unicode. 
| t͡ʃ               | t͜ʃ                                   | tʃ                            |
| Symbole complet. | Symbole complet (forme alternative). | Forme simplifiée sans tirant. |

| tᶴ                   | ʧ                  |
| Forme avec exposant. | Ancienne ligature. |

## En français
Le français possède ce son dans quelques mots d'origine étrangère : il s'écrit alors généralement tch, comme dans « caoutchouc ».

## Autres langues
- L'anglais transcrit ce son de deux manières: ch à l'initiale de syllabe ou de mot (ex. cheer, chat) ou en fin de syllabe après consonne (ex. ranch, March); mais généralement tch en fin de syllabe après voyelle (ex. catch, switch).

- L'espagnol le transcrit de deux manières : ch dans les mots de racine espagnole et tch dans les mots d’emprunt.

- L'ouzbek, le nahuatl et de très nombreuses langues l'écrivent ch.

- L’allemand le note tsch.

- L'italien, le corse et le roumain possèdent le [t͡ʃ] (un c suivi de e ou i). Devant les autres voyelles, l'italien l'écrit ci. En pandunia, il s’écrit systématiquement c.

- En portugais brésilien, la lettre t devant le [i] (écrit i ou e atone) peut être prononcée [t͡ʃ]. C'est donc un allophone de /t/. Un changement identique s'opère entre le /d/ et le [d͡ʒ].

- Le hongrois l'écrit cs.

- Le basque l'écrit tx.

- Le catalan l'écrit tx (en toutes positions) ou ig (en fin de mot et après une voyelle). Ainsi maig (le mois de mai) et matx (match) sont homophones.

- Toutes les langues slaves le possèdent : celles écrites avec l’alphabet latin le notent č (cz en polonais) et celles écrites avec l’alphabet cyrillique ч (en russe, cette consonne est généralement réalisée mouillée : t͡ɕ).

- L'espéranto l'écrit ĉ.

- En turc, azéri, tatar, turkmène et albanais, il s'écrit ç.

- En géorgien, la lettre ჩ (même prononciation que ci-dessus), à distinguer de ჭ, qui est une consonne éjective.

- En arménien, ce son est rendu par la minuscule չ (majuscule : Չ), à distinguer de ճ (majuscule : Ճ), qui est une consonne "moyenne", entre [t͡ʃ] et [d͡ʒ] (Ջ / ջ).

- Le navajo et le bislama l'écrivent j.

- L'ourdou et le persan l'écrivent چ.